# 장호항
장호항(莊湖港)은 강원특별자치도 삼척시 근덕면 장호리에 있는 어항이다. 1971년 12월 21일 국가어항으로 지정되었다. 관리청은 해양수산부 동해어업관리단, 시설관리자는 삼척시장이다.

## 어항 연혁
- 장호항은 우리나라 지도에서 호랑이 등처럼 생긴 부분에 위치하며, 본 항이 위치한 장호리는 항의 형상이 장오리와 흡사해서 장울리, 장오리라고 부르다가 장호리가 되었다.
- 장호항은 방파제가 있어 파도와 바람을 막아주는 역할을 하며 바다낚시를 즐기는 사람들이 즐겨 찾는 항으로 1973년 기본시설계획을 수립했으며 1993년 정비계획을 수립하면서 현재의 안정된 항세를 갖추게 되었다.[1]
- 수로부인 설화로 유명한 헌화가의 발원지로 나폴리형 해안선이 있어 동양의 나폴리라고 부른다. 장호리 당두산 연안에 내장오, 외장오가 있어 깊은 어항으로 어족이 풍성하여 일명 장오리진이라고도 한다. 장호항 및 인근 민박에서 생선을 이용한 다양한 음식을 싼 가격으로 즐길 수 있으며, 주변 관광지로 해신당 공원, 어촌 민속 전시관, 장호 해수욕장, 갈남리 월미도 일출 등이 있다.

## 어항 구역
본 항의 어항구역은 다음과 같다.
- 수역: 장호리 돌단 전방 암정에서 정서로 500m 점(해상), 이점에서 정남으로 육지부와 연결한 선을 따라 형성된 공유수면[2]
- 육역: 강원특별자치도 삼척시 근덕면 장호리 287-1 외 8필지(상세내역은 생략)[3]

## 개발 계획
2011년 7월 15일 고시된 국가어항 개발계획(정비계획)은 다음과 같다.
- 파제제 : 60m

## 주요 어종
장호항의 주요 어종은 오징어, 가자미, 청어, 대구 등이다.

## 여행 정보
- 해신당 공원
- 어촌 민속 전시관
- 장호 해수욕장